# Arroyo Chichihua
Arroyo Chichihua är en ort i Mexiko.   Den ligger i kommunen Santa María Chimalapa och delstaten Oaxaca, i den sydöstra delen av landet, 500 km sydost om huvudstaden Mexico City. Arroyo Chichihua ligger 252 meter över havet och antalet invånare är 103.
Terrängen runt Arroyo Chichihua är kuperad österut, men västerut är den platt. Runt Arroyo Chichihua är det glesbefolkat, med 20 invånare per kvadratkilometer. Närmaste större samhälle är Lázaro Cárdenas, 8,0 km söder om Arroyo Chichihua. I omgivningarna runt Arroyo Chichihua växer huvudsakligen savannskog.